# Álvaro Odriozola
Álvaro Odriozola Arzallus (ur. 14 grudnia 1995 w San Sebastián) – hiszpański piłkarz występujący na pozycji obrońcy w hiszpańskim klubie Real Sociedad.
6 października 2017 zadebiutował w reprezentacji Hiszpanii w wygranym 3:0 meczu z Albanią.

## Kariera reprezentacyjna
Odriozola był pierwszym zawodnikiem poniżej 21 lat, który został wybrany przez Alberta Celades do gry w reprezentacji Hiszpanii, pomagając tym samym drużynie dotrzeć do finału Mistrzostw Europy UEFA 2017. W kwalifikacjach do Mistrzostw Świata FIFA 2018. Został powołany do 23 osobowego składu na finały w Rosji. Pierwszego gola dla swojego kraju strzelił 3 czerwca 2018 r., 1:1 w meczu towarzyskim ze Szwajcarią w Villarreal. 

## Sukcesy

### Real Madryt
- Klubowe mistrzostwo świata: 2018

### Bayern Monachium
- Mistrzostwo Niemiec: 2019/2020
- Puchar Niemiec: 2019/2020
- Liga Mistrzów UEFA: 2019/2020